# Tuanjie Xiang (socken i Kina)
Tuanjie Xiang (kinesiska: 团结乡, 团结) är en socken i Kina. Den ligger i den autonoma regionen Xinjiang, i den nordvästra delen av landet, omkring 300 kilometer söder om regionhuvudstaden Ürümqi. Antalet invånare är 7 258. Befolkningen består av 3 446 kvinnor och 3 812 män. Barn under 15 år utgör 19,0 %, vuxna 15-64 år 75 %, och äldre över 65 år 5,0 %.
Genomsnittlig årsnederbörd är 80 millimeter. Den regnigaste månaden är juni, med i genomsnitt 32 mm nederbörd, och den torraste är mars, med 1 mm nederbörd.